# الأثلة (الدوادمي)
الأثلة، هي قرية من فئة (أ) تقع في محافظة الدوادمي، والتابعة لمنطقة الرياض في السعودية. وتبعد الأثلة عن محافظة الدوادمي بمسافة تقارب (130) كم.